# Diaraby

Diaraby (ou Diarabi) est une chanson traditionnelle d'Afrique de l'Ouest.
Ce chant évoque des liens passionnels entre individus que sont l'amour ou une amitié profonde basée sur une grande admiration réciproque.
Elle est notamment reprise par le chanteur malien Ali Farka Touré (sur l'album Talking Timbuktu), la chanteuse malienne Amy koita et Inna Modja (sur son album Motel Bamako), mais aussi par le rappeur Kaaris, Barbara Kanam ainsi que le Rwandais Jules Sentore.diaraby peut être aussi désigné comme un nom de famille notamment une abréviation pour les diakhaby ou les diaby principalement.